# 118
Aquesta pàgina és per a l'any. Per al nombre, vegeu cent divuit.
El 118 (CXVIII) va ser un any comú que començava en els darrers dies del calendari julià.

## Esdeveniments
- 28 de març: després d'haver reprimit la revolta dels jueus a Egipte i Cirenaica, el prefecte d'Egipte Quintus Marcius Turbo va ser enviat per reprimir una revolta a Mauretania; a finals d'any fou enviat a la frontera del Danubi.[1]
- 9 de juliol: Hadrià torna a Roma.[2] Va executar quatre senadors, Aulus Corneli Palma, Luci Publici Cels, Gai Avidi Nigrí i Quint Lusi Quiet, tots excònsols, acusats de conspirar contra ell (complot consular).[3] Les seves relacions amb el Senat es van deteriorar.